# Дарко Самарџић Кодар
Дарко Самарџић Кодар (Зеница, 23. фебруар 1971) српски је књижевник, сликар, сатиричар (афористичар и карикатуриста) и дизајнер.

## Биографија
Дарко Самарџић Кодар је рођен од оца Слободана Самарџића (1940—1994), правника и мајке Милке Самарџић (рођене Црнобрња). Основну и средњу металску школу завршава у Зеници, коју усљед ратних 90-тих дешавања напушта. Од 1993. године преживљава у Бањалуци (Република Српска/БиХ). Запошљава се 1994. године у Радио-телевизији Републике Српске на пословима графичког и веб дизајна.
У свијет ликовне умјетности ушао је кроз сликарство и илустрацију, а литералне кроз прозу и поезију.
Ратне глупости на простору бивше СФРЈ натјерале су га да се бави хумором и сатиром. Зато је до гуше заглавио у писању афоризама, хумористичких прича и цртању карикатура. Са цртањем стрипа у форми табле бавио се кратко а неке је и објавио1994. год. Његови радови су осванули у разним часописима, на многобројним изложбама, конкурсима и фестивалима.
Књижевник Дарко Самарџић Кодар, побједник је 12. "Смејаде", традиционалног првоаприлског фестивала комичног и критичног, који се у организацији часописа "Носорог" одржава сваке године на Међународни дан шале у Вијећници Културног центра Бански двор.

## Сликарство
У свом умјетничком атељеу у Бањалуци Дарко Самарџић Кодар слика и црта. Кодар је досад насликао велики број уљаних слика и слика других техника међу којима се издвајају и изванредне акварел слике.